# جمليل كوهين

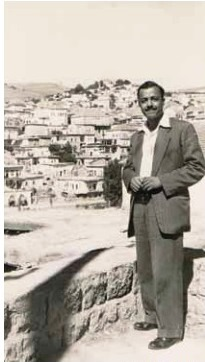
جمليل كوهين في لبنان

جمليل كوهين (بالعبرية: גמליאל כהן‏) . (10 أبريل 1922 - 15 يوليو 2002) كان "أحد آباء التجسس الإسرائيلي". قضى جزءًا كبيرًا من حياته تحت هويات مزيفة مختلفة في أوروبا وأفريقيا والشرق الأوسط. كان عميلاً سريًا للموساد، وقد اخترق الجماعات النازية الجديدة وكذلك الحكومات المعادية لإسرائيل. كتب كوهين كتابًا عن الوحدة السرية التي ساعد في إنشائها داخل البالماخ، والذي تم نشره بعد وفاته من قبل وزارة الدفاع الإسرائيلية ومركز جاليلي للدراسات الدفاعية. لا تزال جميع أعمال كوهين تقريبًا في الموساد سرية حتى اليوم، ولم يتم الاعتراف بوجوده علنًا إلا بعد وفاته.

## الحياة المبكرة
وُلِد كوهين في دمشق ، سوريا ، لعائلة يهودية. انتقل إلى إسرائيل في عام 1943، والتي كانت آنذاك تحت سيطرة المملكة المتحدة تحت الانتداب البريطاني.

## البالماخ
انضم كوهين إلى البالماخ في عام 1944. ساعد في بناء قسم الجنود السريين المعروف باسم الفجر. استغلت منظمة الفجر البشرة الداكنة للإسرائيليين المهاجرين من بلدان الشرق الأوسط، فضلاً عن معرفتهم بالإسلام والثقافة العربية. وفي عام 1948، حصل كوهين على وثائق تحدد هويته كفلسطيني. انتقل إلى بيروت مستخدماً هذه الهوية المزيفة، وأنشأ متجراً للنسيج كان بمثابة واجهة لأنشطته التجسسية. قام كوهين بجمع المعلومات حول المنشآت العسكرية وجهود الحرب اللبنانية ضد إسرائيل، والتي نقلها إلى قادته من خلال كتابة رسائل مشفرة.

## عمله مع الموساد
انضم كوهين إلى الموساد بعد وقت قصير من إنشاء إسرائيل. كان يعمل في سرية تامة في فرنسا خلال الخمسينيات. متظاهرًا بأنه طالب صحافة، تم تعيينه كموظف في السفارة السورية في باريس. وقد أتاح له عمله في السفارة السورية الوصول إلى وثائق سياسية وعسكرية حساسة، وقام بتصويرها سراً وأرسل الفيلم إلى إسرائيل.

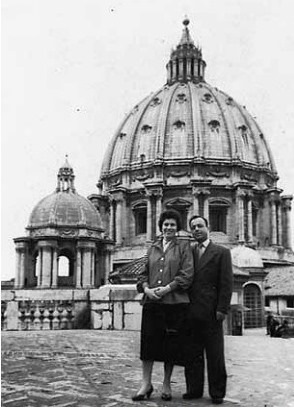
جمليل وأليزا كوهين في روما

## الأسرة
في أكتوبر/تشرين الأول 1954، تزوج كوهين من عليزة طحان، وهي امرأة يهودية شابة ولدت أيضاً في دمشق، سوريا. مثل زوجها، عملت عليزة لصالح الموساد في أوروبا، تحت هوية مزيفة كمهاجرة من الشرق الأوسط. لقد عملت كرسول، تحمل وثائق من كوهين إلى عميل آخر في الموساد. غالبًا ما كانت عليزة تعيش في عزلة، دون أي اتصال اجتماعي أو تواصل مع عائلتها في إسرائيل. كان لدى عائلة كوهين ابنتان أثناء إقامتهم في الخارج، وولدت طفلة ثالثة في إسرائيل.

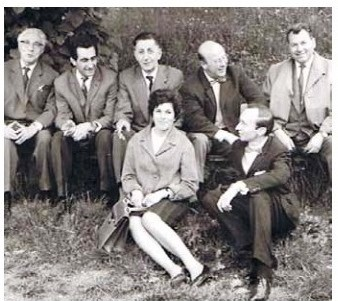
أليزا كوهين في فيينا

## التسلل النازي
في عام 1958، انتقل آل كوهين إلى النمسا. عمل صحفياً، وكتب مقالات نشرت في مختلف الصحف العربية. لقد أتاح الاسم المستعار لكوهين كمراسل من الشرق الأوسط له الوصول إلى العديد من السفارات في أوروبا، حيث أصبح صديقًا للدبلوماسيين وزار منزل السفير. تمكن كوهين من اختراق الجماعات النازية الجديدة، التي كانت موضع اهتمام رؤسائه في إسرائيل خلال الخمسينيات والستينيات. في تلك السنوات، كان الموساد يبحث بشكل نشط عن مجرمي الحرب الذين ارتكبوا فظائع أثناء الهولوكوست.

## السنوات الأخيرة
أكمل كوهين الخدمة الفعلية الموساد الخدمة في عام 1964. بعد ذلك ، عمل كمدرب للجيل القادم من الجواسيس الإسرائيليين. لسنوات عديدة بعد وفاته ، درس طلاب الموساد حرفته التجارية ، وتقنيات جمع المعلومات ، وأساليب تطوير الاتصالات على مستويات عالية من الحكومات الأجنبية.
أمضى كوهين سنواته الأخيرة في تأليف كتاب "العمل السري: القصة غير المروية عن الوحدة العربية السرية التابعة للبالماخ". وقد كتب كوهين الكتاب بضمير المتكلم، فحلل تدريباته وعملياته خلال أربعينيات القرن العشرين. وناقش أيضًا علاقاته الشخصية وعمله في الخارج أثناء خدمته في البالماح.
أثناء تقاعده، أجرى كوهين مقابلة وصف فيها أنشطة التخفي بأنها "ساحة معركة خاصة بك". وبسبب الطبيعة المنعزلة المتأصلة في العمل الاستخباراتي، قال إن العميل السري يجب أن يحب دوره ويؤمن بأنه قدره. عندما يواجه العامل مشكلة، يجب أن يكون لديه الموارد اللازمة لإيجاد حل خاص به.

## وفاته
توفي كوهين لأسباب طبيعية ، عن عمر يناهز 80 عاما ، في مستشفى في تل أبيب. صرح المؤرخ مئير بايل ، "كان جمليل معروفا في مجتمع المخابرات بأنه أحد أنجح عملاء المخابرات في التاريخ الإسرائيلي. لم يسمع به الجمهور أبدا لأنه لم يتم القبض عليه أبدا."

## روابط خارجية
- ماتي فريدمان, الآباء المؤسسون السريون لإسرائيل, نيويورك تايمز, 1 مارس 2019